# Al-Nilin-moskee
De Al-Nilin-moskee (of de Moskee van de twee Nijlen, Arabisch: مسجد النيلين) is een moskee in Omdurman, Soedan. Het is gelegen aan de westelijke oevers van de rivier de Nijl, tegenover de samenvloeiing van de twee Nijlen. Het werd gebouwd in de jaren 70 tijdens het tijdperk van Jafaar Numeiri in Soedan en is sindsdien een van de mooiste architecturale religieuze locaties in het land.

## Geschiedenis
Het ontwerp van de moskee was een afstudeerproject van Gamer Eldawla Eltahir, een student aan de Universiteit van Khartoum. Het werd geselecteerd voor de bouw door de Soedanese president Jafaar Numeiri. De moskee werd voltooid in 1984.